# Softball na Letnich Igrzyskach Olimpijskich 2000
Softball na Letnich Igrzyskach Olimpijskich 2000 – zawody softballu podczas Letnich Igrzysk Olimpijskich 2000 w Sydney zostały rozegrane w dniach 17 – 26 września na stadionie Blacktown Olympic Centre. Był to drugi turniej softballu w programie Letnich Igrzysk Olimpijskich. Złoto wywalczyły reprezentantki Stanów Zjednoczonych po pokonaniu Japonii 2–1. Brązowy medal przypadł gospodyniom turnieju - Australii. 

## Rezultaty
Mecze fazy grupowej odbywały się w dniach 17 - 23 września, finały (mecz o 3 miejsce i mecz o złoty medal) natomiast 25 i 26 września 2000.
| Państwo           | Mecze | Zwycięstwa | Porażki | Zdobyte pkt | Stracone pkt | Ratio |
| ----------------- | ----- | ---------- | ------- | ----------- | ------------ | ----- |
| Japonia           | 7     | 7          | 0       | 18          | 7            | 1.000 |
| Australia         | 7     | 6          | 1       | 22          | 5            | 0.857 |
| Chiny             | 7     | 5          | 2       | 26          | 4            | 0.714 |
| Stany Zjednoczone | 7     | 4          | 3       | 19          | 6            | 0.571 |
| Włochy            | 7     | 2          | 5       | 3           | 27           | 0.286 |
| Nowa Zelandia     | 7     | 2          | 5       | 12          | 22           | 0.286 |
| Kuba              | 7     | 1          | 6       | 6           | 30           | 0.143 |
| Kanada            | 7     | 1          | 6       | 13          | 18           | 0.143 |

### Faza grupowa
17 września 
| Kanada | 0 – 6 | Stany Zjednoczone |

17 września 
| Włochy | 0 – 5 | Chiny |

17 września 
| Kuba | 1 – 4 | Japonia |

17 września 
| Nowa Zelandia | 2 – 3 | Australia |

18 września 
| Chiny | 1 – 3 | Japonia |

18 września 
| Kuba | 0 – 3 | Stany Zjednoczone |

18 września 
| Nowa Zelandia | 3 – 2 | Kanada |

18 września 
| Australia | 7 – 0 | Włochy |

19 września 
| Japonia | 2 – 1 | Stany Zjednoczone |

19 września 
| Włochy | 1 – 0 | Kuba |

19 września 
| Nowa Zelandia | 0 – 10 | Chiny |

19 września 
| Australia | 1 – 0 | Kanada |

20 września 
| Nowa Zelandia | 6 – 2 | Kuba |

20 września 
| Japonia | 1 – 0 | Australia |

20 września 
| Kanada | 7 – 1 | Włochy |

20 września 
| Chiny | 2 – 0 | Stany Zjednoczone |

21 września 
| Nowa Zelandia | 0 – 1 | Włochy |

21 września 
| Stany Zjednoczone | 1 – 2 | Australia |

21 września 
| Kuba | 0 – 7 | Chiny |

21 września 
| Japonia | 4 – 3 | Kanada |

22 września 
| Stany Zjednoczone | 2 – 0 | Nowa Zelandia |

22 września 
| Kanada | 1 – 2 | Kuba |

22 września 
| Chiny | 0 – 1 | Australia |

22 września 
| Japonia | 2 – 0 | Włochy |

23 września 
| Australia | 8 – 1 | Kuba |

23 września 
| Chiny | 1 – 0 | Kanada |

23 września 
| Nowa Zelandia | 1 – 2 | Japonia |

23 września 
| Stany Zjednoczone | 6 – 0 | Włochy |

### Półfinały
25 września 
| Japonia | 1 – 0 | Australia |

25 września 
| Chiny | 0 – 3 | Stany Zjednoczone |

### Mecz o 3. miejsce
25 września 
| Australia | 0 – 1 | Stany Zjednoczone |

### Finał
26 września 
| Japonia | 1 – 2 | Stany Zjednoczone |

## Końcowe zestawienie drużyn
| Pozycja | Państwo           |
| ------- | ----------------- |
|         | Stany Zjednoczone |
|         | Japonia           |
|         | Australia         |
| 4       | Chiny             |
| 5       | Włochy            |
| 6       | Nowa Zelandia     |
| 7       | Kuba              |
| 8       | Kanada            |

## Medalistki
| Stany Zjednoczone Dot Richardson · Laura Berg · Lisa Fernandez · Crystl Bustos · Jennifer Brundage · Michele Mary Smith · Sheila Douty · Stacey Nuveman · Leah O’Brien · Christie Ambrosi · Jennifer McFalls · Danielle Henderson · Christa Lee Williams · Lori Harrigan · Michelle Venturella · | Japonia Haruka Salto · Misako Ando · Reika Utsugi · Noriko Yamaijy · Miyo Yamada · Shiori Koseki · Kazue Ito · Emi Naito · Hiroko Tamoto · Mariko Masubuchi · Yoshimi Kobayasi · Naomi Matsumoto · Yumiko Fujii · Taeko Ishakawa · Juri Takayama · | Australia Sandra Allen · Joanne Brown · Kerry Dienelt · Peta Edebone · Sue Fairhurst · Silina Follas · Fiona Hanes · Kelly Hardie · Tanya Harding · Sally McCreedy · Simone Morrow · Melanie Roche · Natalie Titcume · Natalie Ward · Brooke Wilkins · |